# Herb Bardejowa
Herb Bardejowa przedstawia na tarczy dwudzielnej w pas,  w polu górnym błękitnym skrzyżowane dwie złote halabardy. Nad nimi złota otwarta korona. Pod nimi złota lilia.
Pole dolne herbu dzielone jest siedmiokroć w pasy czerwono-srebrne.
W wersji wielkiej tarczę z herbem trzyma anioł z rozpostartymi skrzydłami.
Herb miastu nadał węgierski król Władysław Pogrobowiec 5 czerwca 1453 roku.